# Hestiasula major
Hestiasula major är en bönsyrseart som beskrevs av Max Beier 1929. Hestiasula major ingår i släktet Hestiasula och familjen Hymenopodidae. Inga underarter finns listade i Catalogue of Life.